# Abudwak
Abudwak (en idioma somalí: Caabudwaaq) es una ciudad que se localiza en el centro de Somalia en la región de Galguduud, cerca de la frontera con Etiopía. La carretera entre Gaalkacyo y Marreeb Dhuusa atraviesa a esta localidad.

## Población
Abudwak sufrió duramente los efectos de la guerra civil que azota al país desde el año 1991. Con una población de aproximadamente unas 100.000 personas, es además un importante paraje para más de 600.000 nómadas y seminómadas que atraviesan los pagos de esta ciudad a lo largo de cada año.

## Obras caritativas
A lo largo de Somalia central existe una sola agencia de ayuda internacional que opera justamente en Abudwak. Su obra beneficia a más de medio millón de nómadas. Hadia Swiss Medical-Somalia promueve las áreas vitales en el campo de la medicina, el abastecimiento de agua potable, servicios veterinarios y educación.

## Actualidad

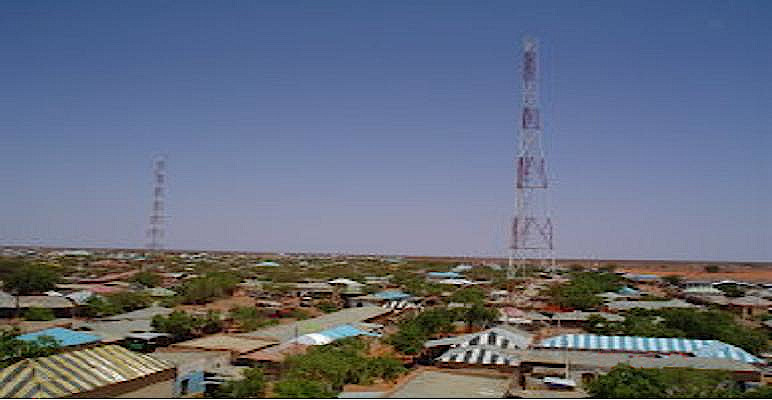
Panorama de Abudwak en 2008.

Actualmente, la ciudad de Abudwak es la sede del cuartel principal de la milicia paramilitar Ahlu Sunna Waljama'a, conocida también como ASWJ. Este grupo paramilitar es uno de los principales aliados de las tropas del Gobierno Federal de Somalia, de las fuerzas de la Misión de la Unión Africana en Somalia y de la milicia paramilitar Movimiento Ras Kamboni en la lucha por erradicar al grupo fundamentalista islámico al-Shabbaab, que pretende instaurar en Somalia un Estado islámico de corte wahabí.